# Joukijärvi
Joukijärvi är en sjö i Kiruna kommun i Lappland och ingår i Kalixälvens huvudavrinningsområde. Sjön är 12 meter djup, har en yta på 0,865 kvadratkilometer och är belägen 345 meter över havet. Joukijärvi ligger i Torne och Kalix älvsystem Natura 2000-område. Sjön avvattnas av vattendraget Vuostojoki.

## Delavrinningsområde
Joukijärvi ingår i det delavrinningsområde (750178-175868) som SMHI kallar för Utloppet av Joukijärvi. Medelhöjden är 373 meter över havet och ytan är 7,02 kvadratkilometer. Det finns inga avrinningsområden uppströms utan avrinningsområdet är högsta punkten. Vuostojoki som avvattnar avrinningsområdet har biflödesordning 3, vilket innebär att vattnet flödar genom totalt 3 vattendrag innan det når havet efter 253 kilometer. Avrinningsområdet består mestadels av skog (76 procent) och sankmarker (12 procent). Avrinningsområdet har 0,87 kvadratkilometer vattenytor vilket ger det en sjöprocent på 12,4 procent.